# Homoneura pollex
Homoneura pollex är en tvåvingeart som beskrevs av Mitsuhiro Sasakawa 2001. Homoneura pollex ingår i släktet Homoneura och familjen lövflugor.
Artens utbredningsområde är Vietnam. Inga underarter finns listade i Catalogue of Life.